# Tame Impala
Tame Impala je skupina pocházející z australského Perthu. Jde o psychedelic rockový projekt muzikanta Kevina Parkera. Jejich mateřským vydavatelstvím je společnost Modular Recordings. V roce 2010 na sebe upozornili vydáním svého debutového alba Innerspeaker a většího úspěchu dosáhli díky kritikou velmi dobře přijatému albu z roku 2012, nazvaném Lonerism. Název kapely odkazuje na impalu, což je středně velká africká antilopa. Sami sebe rádi popisují jako „stabilně plynoucí psychedelicko-groove rockovou skupinu zdůrazňující snovou melodii.“

## Historie
Tame Impala byla zformována z originální blues/jazz/psychedelické skupiny Kevina Parkera, The Dee Dee Dums. Členem The Dee Dee Dums byl kromě již zmíněného Kevina Parkera (kytara) také Luke Epstein (bicí). Skupina se v roce 2005 umístila na druhém místě soutěže AmpFest a třetím místě soutěže The Next Big Thing. V roce 2006 nahradil Sam Devenport původního bubeníka Lukea Epsteina, který se stal členem kapely Sugarpuss.
Na konci roku 2007 se kapela přejmenovala na Tame Impala a zároveň odhalila dalšího nového bubeníka a původní dvoukytarový formát skupiny nahradila více tradičním formátem kytara/basová kytara/bicí. Devenport poté opustil skupinu, aby se mohl soustředit na svou hereckou kariéru.
V červenci roku 2008 podepsala skupina celosvětovou smlouvu s nezávislým vydavatelstvím Modular Recordings.

### Tame ImpalaEP
Po podepsání smlouvy následovalo vydání jejich eponymního debutového EP, které vyšlo v září roku 2008. Kvůli grafickému návrhu obalu EP (autorem je samotný Kevin Parker) je často nesprávně nazýváno Antares Mira Sun. Obal je interpretací slajdu, který Kevin viděl během astronomické přednášky, který demonstroval odlišnosti ve velikosti mezi hvězdami Antares, Mira a Sluncem.
Tame Impala EP se umístilo na 1. pozici australské nezávislé hitparády (AIR) a na 10. místě v hitparádě ARIA Singles Chart. Tři skladby z EP: „Desire Be, Desire Go“, „Half Full Glass of Wine“ a „Skeleton Tiger“ se dokonce objevily ve vysílání národního rádia Triple J Network. V roce 2008 dělali předskokany kapelám You Am I, The Black Keys, Yeasayer a MGMT a vystoupili na festivalech Southbound, Meredith Music Festival a Falls Festival.

### „Sundown Syndrome“
První singl skupiny, „Sundown Syndrome“, byl nahrán v londýnském studiu Toerag v březnu roku 2009, s pomocí nahrávacího inženýra Liama Watsona. Premiéru měl 10. května v australské rádiové stanici Triple J. Oficiálně vyšel v červenci roku 2009.
Nedlouho po vydání singlu se kapela představila na každoročním komediálním, filmovém a hudebním festivalu „Rottofest“, který se každoročně odehrává na ostrově Rottnest ležícím v Západní Austrálii. Krátce poté vyrazila kapela na turné po Austrálii.
Skladba „Sundown Syndrome“ byla součástí soundtracku k filmu nominovaném na cenu Oscar, „Děcka jsou v pohodě.“
Na začátku roku 2010 vystoupili na festivalu Big Day Out, kde mimo jiných zahrály kapely Muse, The Mars Volta, Kasabian a Rise Against.

### Innerspeaker
Debutové album Innerspeaker vyšlo 21. května 2010. V interview s Triple J, v němž hovořili o nedávné nominaci na cenu J Award, Parker prozradil, že tajně nahrávají nové album. „Jay a já nahráváme docela nutkavě a mohu říct, že album číslo dvě je již blízko potenciálního dokončení, díky čemuž jsem natolik nadšený, že se nedokážu ovládnout a musím vám o tom říct.“ Toto prohlášení bylo velmi překvapivé, neboť přišlo pouze v rozmezí několika měsíců od vydání jejich debutového alba.
Kapela byla uprostřed roku 2010 zaměstnána koncertováním na jejich 'Innerspeaker šňůře', která začala 13. května 2010. Současně předskakovali kapele MGMT na jejich americkém turné. V Austrálii odehráli koncert na festivalu Splendour in the Grass a v červenci vyjeli na evropské turné (zahrnující koncert na Reading festivalu) a v říjnu zahájili australské turné. V listopadu se opět vrátili do Anglie a Evropy s 15 koncertními daty, zahrnující i jejich doposud největší londýnské vystoupení, jehož se zúčastnili Noel Gallagher, Tom Meighan, Sergio Pizzorno, Noel Fielding, Alexa Chung a Alison Mosshart. Následovalo 20 koncertů po Spojených státech a Kanadě. V roce 2010 obdrželi nominace na ceny ARIA Music Awards v kategoriích Album roku, Nejlepší rockové album, Nejlepší kapela a také Průlomový umělec.
29. listopadu 2010 vyhrálo album Innerspeaker cenu J Award za Album roku.

### Lonerism

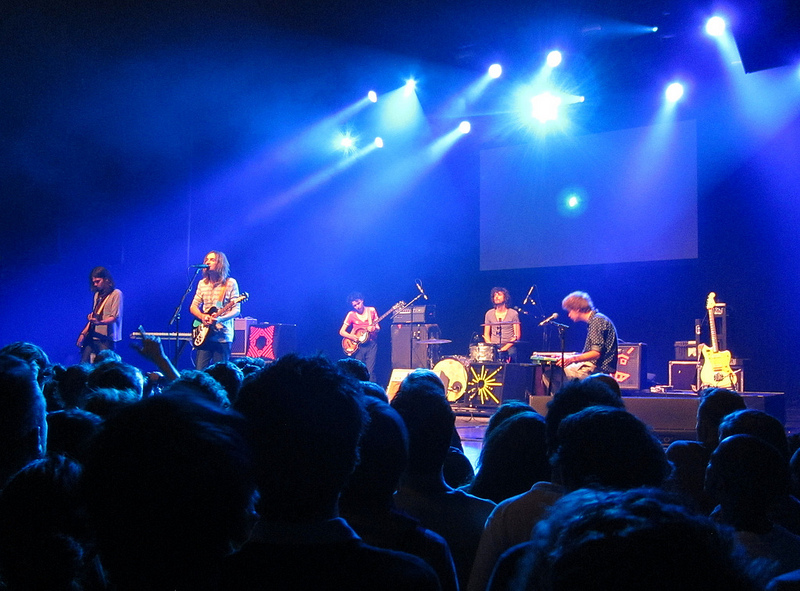
Tame Impala v Bruselu, 2012

7. prosince 2011 začal Kevin Parker mixovat v pořadí druhé album, nazvané Lonerism, jehož producentem se stal Dave Fridmann.
2. března 2012 umístili Tame Impala na svůj oficiální profil na Facebooku informaci, že nové album je dokončeno. Kavin Parker řekl, že Lonerism „reprezentuje odklon od předešlé práce, který vznikl díky začlenění rozšířené zvukové palety, více emocionálním textům a výraznější příběhové perspektivě.“ Většina alba byla stejně jako u předchozího napsána a nahrána Kevinem Parkerem u něj doma, v Perthu v Austrálii.
Určité části alba byly nahrány v Parkerově domácím studiu ve Francii, kde také produkoval a hrál na dream popovém albu skupiny Melody's Echo Chamber, což je projekt francouzské zpěvačky Melody Prochet.
První singl z alba, „Elephant“, vyšel v červenci roku 2012. Album oficiálně vyšlo 5. října v Austrálii, 8. října ve Spojeném království a 9. října v USA.
StallinRock označil Lonerism za nejlepší album roku.
Skladba „Feels Like We Only Go Backwards“ byla vydána jako druhý singl alba.
V listopadu 2012 získalo album ocenění J Award pro australské album roku, což získalo již jejich debutové album Innerspeaker v roce 2010. Tato skutečnost dělá Tame Impala první kapelou, která vyhrála cenu J Award více než jednou a zároveň první kapelou, která získala toto ocenění za každé album, které kdy vydalo. Tento úspěch následovalo v lednu 2013 vítězství ceny Rolling Stone v kategorii Album roku, které získali již za album Innerspeaker. Stejné ocenění získali také od britského magazínu NME.
Album Lonerism bylo zvoleno nejlepším albem roku v anketách Rolling Stone, Triple J, NME, Filter Magazine, Urban Outfitters, FasterLouder a Obscure Sound.
Skladby „Elephant“ a „Feels Like We Only Go Backwards“ se vyšplhaly na 7., respektive 9. příčku hitparády Triple J Hottest 100.

Celosvětové turné kapely začalo na konci roku 2012 a pokračovalo i v roce 2013. Součástí turné byla i vystoupení na velkých festivalech, mezi které patří Coachella nebo Sasquatch Festival a také účast v pořadu Late Night with Jimmy Fallon.
Píseň „Elephant“ byla použita v reklamě na mobilní telefon Blackberry Z10 a také v závěrečné epizodě druhé řady seriálu stanice HBO, Girls.
18. května 2013 bylo prostřednictvím Facebooku kapelou oznámeno, že stávající člen Nick Allbrook opouští kapelu, aby se soustředil na svou vlastní hudební kariéru a také, že Cam Avery, člen kapel Pond a The Growl, naskočí na jeho místo. Posledním koncertem, který Allbrook odehrál, bylo závěrečné vystoupení na jejich australské koncertní šňůře, a to v Belvoir Amphitheatre ve městě Perth. Což bylo shodou okolností první místo, kde Allbrook hrál svůj první koncert s kapelou Tame Impala v roce 2008. Jako poslední sbohem zahrál s kapelou cover skladby „Prototype“ od skupiny Outkast.

## Členové skupiny

### Současní

#### Studioví
- Kevin Parker – zpěv, kytara & kazoo (2007–současnost)

#### Koncertní
- Kevin Parker – zpěv, kytara & kazoo (2007–současnost)
- Jay „Gumby“ Watson – bicí, doprovodné vokály (2007–2011), syntezátor, doprovodné vokály, doprovodná kytara (2012–současnost)
- Dominic Simper – basová kytara (2007–2010), kytara, syntezátor (2010–současnost)
- Cam Avery – basová kytara (2013–současnost)
- Julien Barbagallo – bicí, doprovodné vokály (2012–současnost)
- Rafael Lazzaro-Colon – perkuse (2019–současnost)

### Bývalí
- Nick „Paisley Adams“ Allbrook – kytara & klávesy (2009 — 2010), basová kytara (2010 — 2013)
- Loren Humphrey – bicí (2019)

## Diskografie

### Alba
| Rok  | Detaily alba                                                               | Nejvyšší pozice dosažená v hitparádě | Nejvyšší pozice dosažená v hitparádě | Nejvyšší pozice dosažená v hitparádě | Nejvyšší pozice dosažená v hitparádě | Nejvyšší pozice dosažená v hitparádě | Nejvyšší pozice dosažená v hitparádě |
| Rok  | Detaily alba                                                               | AUS                                  | BEL                                  | IRE                                  | NED                                  | UK                                   | US                                   |
| ---- | -------------------------------------------------------------------------- | ------------------------------------ | ------------------------------------ | ------------------------------------ | ------------------------------------ | ------------------------------------ | ------------------------------------ |
| 2010 | Innerspeaker - Vydáno: 21. května 2010 - Vydavatelství: Modular Recordings | 4                                    | 73                                   | —                                    | 83                                   | 144                                  | —                                    |
| 2012 | Lonerism - Vydáno: 5. října 2012 - Vydavatelství: Modular Recordings       | 4                                    | 38                                   | 39                                   | 58                                   | 14                                   | 34                                   |
| 2015 | Currents - Vydáno: 17. července 2015 - Vydavatelství: Modular Recordings   | —                                    | —                                    | —                                    | —                                    | —                                    | —                                    |
| 2020 | The Slow Rush • Vydáno: 14. února 2020 • Vydavatelství: Modular Recordings | 1                                    | 2                                    | 3                                    | —                                    | 3                                    | 3                                    |

### Záznamy koncertů
- Live at the Corner – Modular Recordings (květen 2010)[36]

### EP
- Tame Impala [H.I.T.S. 003] – Hole in the Sky (srpen 2008) (12" vinyl)[37] (limitovaná re-edice, duben 2009)
- Tame Impala EP – Modular Recordings (září 2008) AUS No. 82[38]

### Singly
- „Sundown Syndrome“ – Modular Recordings (červen 2009) (7" vinyl)[39][40]
- „Solitude Is Bliss“ – Modular Recordings (duben 2010)[41]
- „Lucidity“ – Modular Recordings (červenec 2010)[42]
- „Expectation“ – Modular Recordings (prosinec 2010)[43]
- „Why Won't You Make Up Your Mind?“ – Modular Recordings (leden 2011)[44]
- „Elephant“ – #74 AUS #131 UK – Modular Recordings (červenec 2012)
- „Feels Like We Only Go Backwards“ – #77 AUS – Modular Recordings (říjen 2012)[45]

### Remixy
- „Mammalian Locomotion“ – Abbe May (říjen 2010) [skladba č. 2 z „Mammalian Locomotion“ singlu][46]
- „End of Line“ – Daft Punk – Walt Disney Records (srpen 2011) [skladba č. 11 z australské verze soundtracku k filmu Tron: Legacy 3D][47]

### Spolupráce
- „Big City Lights“ – Canyons – Hole in the Sky (květen 2008) [skladba č. 3 z „The Lovemore EP“][48]
- „Tonight“ – Canyons – Modular Recordings (listopad 2011) [skladba 8 z „Keep Your Dreams“][49]
- „When I See You Again“ – Canyons – Modular Recordings (listopad 2011) [skladba 9 z „Keep Your Dreams“][49]
- „Children of the Moon“ – The Flaming Lips – Warner Bros. Records (duben 2012) [skladba č. 5 z „The Flaming Lips and Heady Fwends“][50]
- „That's All for Everyone “ – Fleetwood Mac Tribute – (srpen 2012) [skladba č. 11 z „Just Tell Me That You Want Me“][51]

## Ocenění a nominace
WAMI Awards
| Rok  | Nominovaná práce/Nominovaný umělec | Kategorie                         | Výsledek |
| ---- | ---------------------------------- | --------------------------------- | -------- |
| 2009 | Tame Impala                        | Nejpopulárnější vystoupení        | Nominace |
| 2009 | Tame Impala                        | Nejvíce populární živé vystoupení | Nominace |
| 2009 | Tame Impala                        | Nejoblíbenější nováček            | Výhra    |
| 2009 | Tame Impala                        | Nejnadějnější nováček             | Výhra    |
| 2009 | Tame Impala                        | Nejlepší rockové vystoupení       | Nominace |
| 2009 | Tame Impala EP                     | Nejpopulárnější singl/EP          | Výhra    |
| 2009 | „Half Full Glass of Wine“          | Nejpopulárnější hudební video     | Nominace |
| 2009 | Kevin Parker                       | Nejlepší zpěvák                   | Nominace |
| 2009 | Dominic Simper                     | Nejlepší hráč na basovou kytaru   | Nominace |
| 2009 | Jay Watson                         | Nejlepší bubeník                  | Nominace |
| 2010 | Tame Impala                        | Nejlepší rockové vystoupení       | Nominace |
| 2011 | Tame Impala                        | Nejpopulárnější vystoupení        | Výhra    |
| 2011 | Tame Impala                        | Nejpopulárnější živé vystoupení   | Výhra    |
| 2011 | Tame Impala                        | Nejlepší rockové vystoupení       | Výhra    |
| 2011 | Innerspeaker                       | Nejpopulárnější album             | Nominace |
| 2011 | Kevin Parker                       | Nejlepší kytarista                | Výhra    |

ARIA Awards
| Rok  | Nominovaná práce | Kategorie              | Výsledek |
| ---- | ---------------- | ---------------------- | -------- |
| 2010 | Tame Impala      | Nejlepší skupina       | Nominace |
| 2010 | Tame Impala      | Průlomový umělec       | Nominace |
| 2010 | Innerspeaker     | Album roku             | Nominace |
| 2010 | Innerspeaker     | Nejlepší rockové album | Nominace |
| 2010 | Innerspeaker     | Nejlepší obal desky    | Nominace |

J Awards
| Rok  | Nominovaná práce | Kategorie             | Výsledek |
| ---- | ---------------- | --------------------- | -------- |
| 2010 | Innerspeaker     | Australské album roku | Výhra    |
| 2012 | Lonerism         | Australské album roku | Výhra    |

Rolling Stone Awards
Rolling Stone Australia Awards oceňují přínos populární kultuře v Austrálii a na Novém Zélandu.
| Rok  | Nominovaná práce | Kategorie  | Výsledek |
| ---- | ---------------- | ---------- | -------- |
| 2011 | Innerspeaker     | Album roku | Výhra    |
| 2012 | Lonerism         | Album roku | Výhra    |

APRA Awards
APRA Awards se konají každoročně již od roku 1982. Australasian Performing Right Association (APRA) oceňuje nejlepší „skladatele a textaře“.
| Rok  | Nominovan    | Kategorie             | Výsledek |
| ---- | ------------ | --------------------- | -------- |
| 2011 | Kevin Parker | Průlomový textař roku | Nominace |

EG Music Awards
| Rok  | Nominovaná práce | Kategorie        | Výsledek |
| ---- | ---------------- | ---------------- | -------- |
| 2012 | „Elephant“       | Nejlepší skladba | Výhra    |